# مينيسوتا يونايتد
نادي مينيسوتا يونايتد لكرة القدم (بالإنكليزية: Minnesota United Football Club) هو نادي كرة قدم أمريكي أُسس في عام 2015 في ولاية مينيسوتا الأمريكية، يلعب الفريق حاليا في الدوري الأمريكي لكرة القدم.